# Monastère de Dobrovodica
Le monastère de Dobrovodica (en serbe cyrillique : Манастир Доброводица ; en serbe latin :Manastir Dobrovodica) est un monastère orthodoxe serbe situé à Dobrovodica, dans le district de Šumadija et dans la municipalité de Batočina en Serbie.

## Présentation
Le monastère a été construit à la fin du XXe siècle et consacré en 2002 par l'évêque de l'éparchie de Zvornik-Tuzla Vasilije, qui, à cette époque, administrait l'éparchie de Šumadija.